# Ernest Farrar

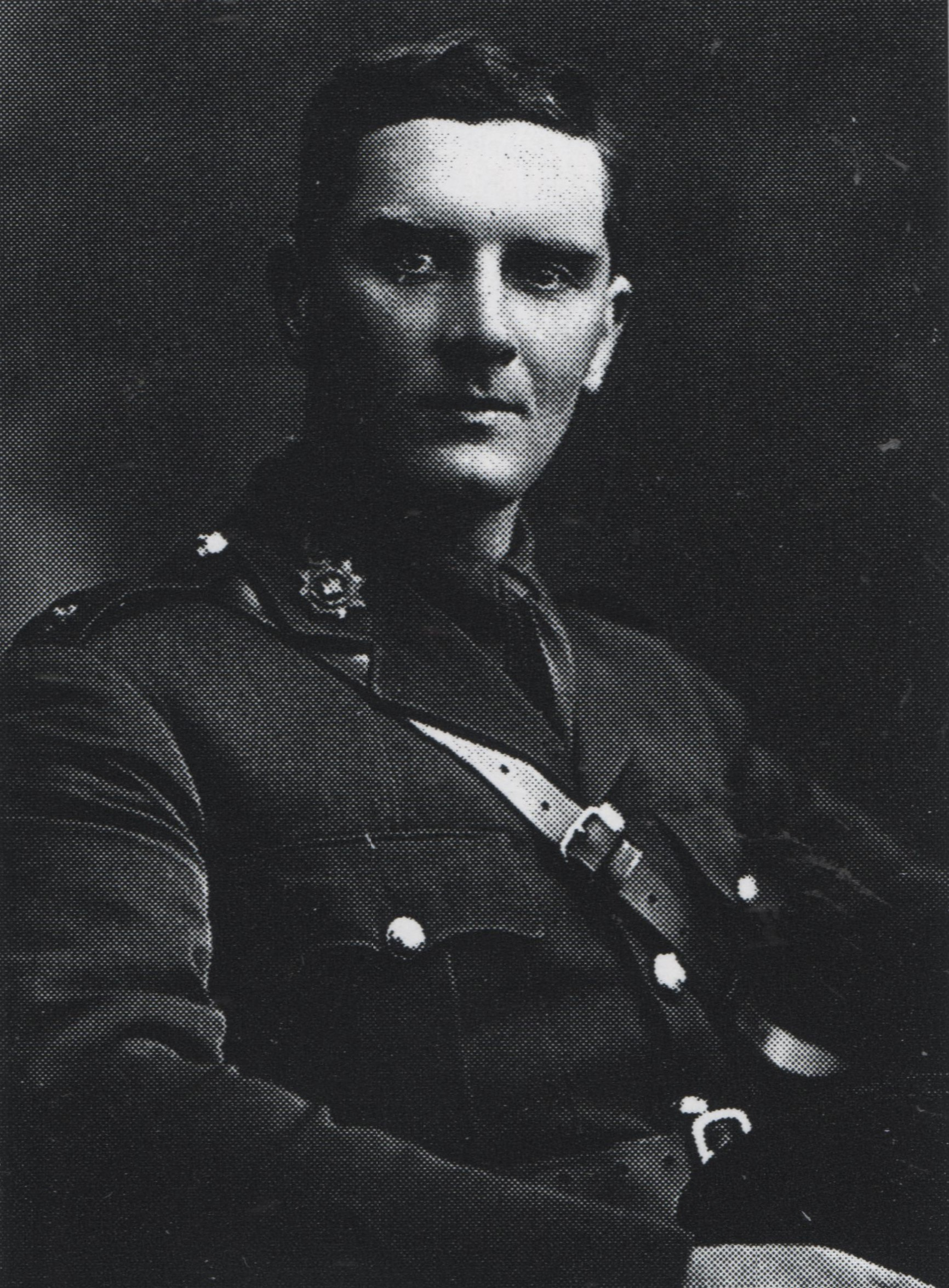
Ernest Farrar

Ernest Bristow Farrar (7 de juliol de 1885 - 18 de setembre de 1918) fou un compositor, pianista i organista anglès.
Ernest Farrar va néixer a Lewisham, Londres. Fill d'un clergue, es va educar a la Leeds Grammar School, on va començar els estudis d'orgue i el maig de 1905 va guanyar una beca al Royal College of Music. Allà va estudiar amb Sir Charles Villiers Stanford i Sir Walter Parratt. Va ocupar també diversos càrrecs com a organista a Dresden, South Shields i Christ Church, High Harrogate. A Harrogate, va treballar estretament amb Julian Clifford. El 1913, es va casar amb Olive Mason a South Shields. El padrí al casament va ser Ernest Bullock .
La seva carrera es va veure reduïda per l'esclat de la Primera Guerra Mundial, ja que es va allistar a les Grenadier Guards el 1915 i es va incorporar al regiment l'agost de 1916. Va ser comissionat com a segon tinent, 3r batalló de Devonshire Regiment el 27 de febrer de 1918.
Farrar va ser mort al front occidental a la batalla d'Epehy Ronssoy, a prop de Le Cateau, al sud de la vall de Somme, a l'oest de Cambrai, el 1918. Només havia dos dies al front.
La seva tomba es troba a l'exterior de la paret del jardí de l'extensió del cementiri comunal de Ronssoy, en una cantonada sota uns quants arbres. El 29 de setembre, a Micklefield, es va celebrar una missa de rèquiem, la festa de Sant Miquel i tots els àngels. El 17 de setembre de 1919 es va dedicar un concert a la seva memòria a Harrogate per part de Julian Clifford, incloent-hi el poema Lights Out escrit expressament per a Farrar, i l'obra de Farrar Variations in G per a pianoforte i orquestra en una antiga cançó marítima britànica.

## Obres i llegat
Malgrat la seva curta vida, Farrar va escriure un gran cos de música per a orquestra, veus i orgue. Entre els seus treballs s'inclouen The Blessed Damozel, la Celtic Suite i el seu cicle de cançons Vagabond Songs. Tot i això, a part d'algunes cançons, ara rarament s'interpreten les seves obres. La seva música orquestral ha estat enregistrada per l'Orquestra Philharmonia, i algunes de les seves cançons i obres d'orgue també han estat enregistrades.
Avui, Farrar potser és més conegut com el mestre de Gerald Finzi. La mort de Farrar va afectar profundament el jove Finzi i, des del principi, la major part de la seva música era de to elegíac. Frank Bridge va dedicar la seva Sonata per a piano a la memòria de Farrar.